# Lagemeeden (waterschap)
Lagemeeden is een voormalig waterschap in de Nederlandse provincie Groningen, genoemd naar de streek de Lagemeeden.
De polder was gelegen ten noorden van het Hoendiep en had een min of meer driehoekige vorm. De westgrens was de Zuidwending en de noordwestgrens de weg van Nieuwbrug, door Den Horn naar Enumatil (Weesterweg, Dorpsstraat, Westerdijk). De molen stond aan het Hoendiep, nagenoeg op de plek waar het nog steeds functionerende gemaal staat.
Waterstaatkundig gezien ligt het gebied sinds 1995 binnen dat van het waterschap Noorderzijlvest.